# Trimma cana
Trimma cana är en fiskart som beskrevs av Richard Winterbottom 2004. Trimma cana ingår i släktet Trimma och familjen smörbultsfiskar. Inga underarter finns listade i Catalogue of Life.